# Бутобба, Билаль
Била́ль Бутобба́ (фр. Bilal Boutobba; род. 29 августа 1998, Марсель) — французский футболист, полузащитник клуба «Хатайспор».

## Клубная карьера
Бутобба — воспитанник клуба «Олимпик Марсель» из своего родного города. 14 декабря 2014 года в матче против «Монако» он дебютировал за последний в Лиге 1, заменив во втором тайме Марио Лемину. Летом 2016 года Билаль отказался продлевать контракт с «Олимпиком» и на правах свободного агента подписал соглашение с испанской «Севильей».
4 сентября 2018 года Бутобба разорвал контракт с Севильей.

## Международная карьера
В 2015 году Бутобба в составе юношеской сборной стал победителем юношеского чемпионата Европы в Болгарии. На турнире он сыграл в матчах против команд Шотландии, Греции, России, Италии, Бельгии и Германии. В поединке против шотландцев Билаль забил гол.
В том же году Бутобба попал в заявку юношеской национальной команды на участие в юношеском чемпионате мира в Чили. На турнире он сыграл в матчах против сборных Новой Зеландии, Парагвая, Сирии и Коста-Рики. В поединках против парагвайев и новозеландцев Билаль забил по голу.

## Достижения
Франция (до 17)
- Юношеский чемпионат Европы — 2015